# Johannes Conradus
Johannes Conradus (* 24. August 1581 in Lübeck; † 12. Juni 1648 ebenda) war ein deutscher Jurist und Ratssekretär der Hansestadt Lübeck.

## Leben
Johannes Conradus studierte ab 1597 Rechtswissenschaften an der Universität Rostock. 1602 ist er als Respondent an der Universität Königsberg nachgewiesen. Er war von 1606 bis 1608 Sekretär der hansischen Gesandtschaft unter dem Ratsherrn Heinrich Brockes (gemeinsam mit zwei weiteren Ratsherrn aus Danzig und Hamburg) nach Spanien. Bereits 1617 hatte er sich um die nach dem Tode des Ratssekretärs Theodor Glazer frei gewordene Sekretärsstelle in Lübeck beworben, war zu diesem Zeitpunkt jedoch noch nicht berücksichtigt worden. 1627 schlug er zunächst das Amt des Sekretärs des Hansekontors in Bergen als Nachfolger von Christoph Bernhard Schrader aus und zog die später angebotene Stelle eines Ratssekretärs in Lübeck vor. Vom Jahr 1627 bis zu seinem Tod war er Ratssekretär des Rates der Hansestadt Lübeck. Der Subrektor des Katharineums zu Lübeck Jacob Kockert verfasste seine Leichenrede.
Seine Schwester Gertrud († 1626) war mit David Gloxin dem Älteren, dem Vater des späteren Lübecker Syndicus und Bürgermeisters David Gloxin, verheiratet.